# Ізернгаген
Ізернгаген (нім. Isernhagen) — сільська громада в Німеччині, розташована в землі Нижня Саксонія. Входить до складу району Ганновер.
Площа — 59,72 км2. Населення становить 24 280 ос. (станом на 31 грудня 2021).

## Географії

### Адміністративний поділ
Громада  складається з 7 районів:
- Альтвармбюхен
- Гоенгорстер-Бауершафт
- Кірхгорст
- Кірхер-Бауершафт
- Нідернгегенер-Бауершафт
- Нойвармбюхен
- Фарстер-Бауерншафт